# Royal Uccle Sport Hockey-Tennis
Le Royal Uccle Sport  est un stade multifonction à Bruxelles en Belgique. Il possède un stade de hockey sur gazon et des courts de tennis et permet l’entraînement des athlètes belges de haut niveau. Il est situé au n° 18 Chaussée de Ruisbroek, à Bruxelles, en Belgique.

## Histoire
Dans le passé, le stade a accueilli les tournois majeurs suivants :
- Championnat d'Europe masculin de hockey sur gazon 1970

En 2015, après 108 ans d'existence, le club de hockey, tennis et padel a renouvelé presque 90 % de ses installations en 20 mois.